# Tlamanca de Hernández
Tlamanca de Hernández es una localidad del estado de Puebla, en México, forma parte del municipio de Tepetzintla.

## Etimología
El nombre de esta población se deriva de la lengua náhuatl. De los vocablos TLAMANTL que significa DIFERENTE y CA que significa LUGAR, definiéndose el nombre de la comunidad como LUGAR DIFERENTE, todo esto como resultado de la geografía que presenta comparada con la de los alrededores, donde la mayoría de los asentamiento de población se dan en lugares que presentan topografía accidentada,

## Contexto geográfico
El estado de Puebla cuenta con 217 municipios, de los cuales Tepetzintla es el número 167 donde se ubica Tlamanca localizado en la sierra norte dentro del distrito de Zacatlán de las manzanas. El municipio de Tepetzintla está compuesto de 11 comunidades que contribuyen política, económica, social y culturalmente en su desarrollo. Tlamanca es parte importante del mismo por el desarrollo tan notable que desde su fundación ha logrado, considerando el tiempo tan corto que ha tenido para ello. La comunidad de Tlamanca posee una extensión territorial de 1.100 hectáreas con una topografía variada

## Límites
Colinda con las siguientes comunidades y municipios: al norte con la comunidad de San Simón Chicometepec, Tepango y terrenos del municipio de Tepetzintla; al sur con terrenos de Totomoxtla, Tempextla y Cuautempan; al oriente con terrenos del municipio de Tepetzintla y Santa Elena, y al poniente con la comunidad de Xicalahuatla, San Simón Chicometepec y Tepetzintla.

## Accesos
Tlamanca se encuentra ubicada geográficamente entre las siguientes poblaciones: ciudades como Zacatlàn, Tétela de Ocampo. Los caminos para llegar son los siguientes: de Tétela a Cuauntempan camino pavimentado, de Cuautempan a Totomoxtla hasta Tlamanca de terraceria, de Tlamanca a Tepetzintla, municipio al que pertenece Tlamanca; de Tepetzintla a Ahuacatlan terraceria, de Ahuacatlan a Zacatlàn camino pavimentado.

## División administrativa
Actualmente cuenta con un buen número de habitantes que se encuentra divididos por rancherías: Plan de las hayas, Tlamanca centro, Puertazo, Tlalchimal, Xaltepec, Tlakotepec, Caxtlapaniloya, Hueyatlako, Tlalzintla, Ixcoyo, Xometitla, Axoxohuil, Tepexila, Cuatlacumul, Tepetomocutitla, Ejido.
La colonización se da en casi todo territorio de tlamanca, gracias a la topografía del lugar que permite la existencia de una gran cantidad de barrios, como son: ixcoyoc, tlalzintla,  tepezila, hueyatlaco, axoxohuil, plan de las hayas, tlamanca centro, cuautlacomulco, tepetocomocuatla, tlacotepec, tlalchimal, puertajko, xaltepec, ejido el milagro.

## Orografía
La topografía es muy accidentada, ya que la mayoría de los terrenos están ubicados en cerros. 

## Clima
Ubicado en altitud promedio de 1350m sobre el nivel del mar, situada a esta altura específicamente en el patio de la iglesia católica de la comunidad considerando las partes altas y bajas que posee el territorio de Tlamanca, puede decirse que se encuentra en un margen de altitud que oscila entre los 1250 y 1450 m/NM. Este factor favorece la existencia de clima templado, donde generalmente se puede encontrar bosques de confieras, así como la flora y fauna característicos de estos medios.

## Ecosistemas
El territorio ha perdido la mayor parte de su vegetación original; aún conservan sin embargo, algunas zonas de asociaciones boscosas de pino-encino o mesofilo de montaña que bordean el municipio, o en la sierra que se levanta al centro del mismo. Las grandes áreas deforestadas han sido incorporadas al cultivo del maíz, el fríjol y el café.

## Economía local
La fuente primordial de ingresos de la población era la venta de maíz, fríjol y café, pero debido a la excesiva baja en los precios de estos productos, la gente se ha visto obligada a abandonar este tipo de prácticas y emigrar general mente a las ciudades más próximas, alquilándose en fábricas y obras de construcción; en otros casos la población joven es común que emigre al extranjero. El cultivo de chile ha sido implementado como otro recurso para la obtención de ingresos, pero desgraciadamente esta práctica se ve atada al cultivo temporal debido a que no es posible contar con suficiente agua para regar en temporada de sequía, a pesar de lo cual se la considera como una muy buena alternativa para adelantar cosechas y alcanzar mejoras en los precios de venta.
El ingreso económico en las siguientes familias esta estrechamente ligado al trabajo diario en el campo, alquilándose como peones percibiendo un pago de $ 50 .00 o $ 60.00 siempre laboren en un horario de 8 AM. A 5PM.
La agricultura en gran parte es de temporada: maíz, fríjol, chile, calabaza, naranja, lima, limón. La ganadería es también importante con respecto a la cría de ganado vacuno.

## Composición étnica
La población de está compuesta por una gran mayoría de indígenas, el 70% del total, que habla la lengua náhuatl, complementándose con los grupos de la ascendencia mestiza. Actualmente muy pocos hacen el uso de la vestimenta blanca, característica de estos grupos indígenas, aunque aún se conservan algunas de sus costumbres y rituales que muestran en diversas ocasiones, generalmente de tipo religioso.
La respuesta de la gente acerca de las diferentes celebraciones que se han vuelto tradición del lugar, va ligado con lo que se conoce y les gusta festejar, su conducta se ha modificado drásticamente debido a la influencia externa, entre las que podemos mencionar las migraciones y el convivir con otro tipo de costumbres.

## Equipamientos sociales

### Educativos
Algunos de los barrios también cuentan con escuelas, como es Hueyatlako cuenta con preescolar y primaria. El ejido cuenta con primaria y jardín de niños del DIF y una casa ejidal; Tlalchimal cuenta con  preescolar.
El 15 de enero de 2002 inicia labores educativas el bachillerato general municipalizado. En la actualidad esta junta auxiliar pertenece al municipio de Tepetzintla.
Este pueblo joven crece rápidamente y requiere de áreas educativas, se logró que la escuela contara con los tres primeros años en la primaria y los niños que se interesaban por terminarla tenían que acudir a la población de Totomoxtla para concluirla. La escuela primaria hace su apertura para contar con la primaria completa y lo logra en 1968 siendo de tipo federal, su primera generación fue en el año de 1975 que hasta la fecha lleva 33 generaciones. Esta primaria está apoyada por un albergue para los niños de escasos recurso.
La Telesecundaria se funda en el año de 1981, iniciando el profesor Ángel Castro Ortiz, estando como presidente el ciudadano Bardomiano Hernández y como comité el sr. Tranquilino Ávila, Gil Hernández Hernández  y Maclovio Hernández; en esos años fungía como gobernador el c. Gilberto Jiménez morales, en esa temporada sale un tipo de proyecto llamado Gabino barrera, de los años 1991 hasta 1998 se inauguraron tres aulas y la dirección que en la actualidad sigue funcionando con 6 aulas, sanitarios , patio cívico y su cercado.
Tlamanca contando con primaria y telesecundaria, tiene  nuevas  necesidades,  inicia labores el kinder, fundado  en 1983  iniciando como responsable la profesora María Luisa González san  Agustín, funcionando provisionalmente en la casa de Maclovio Hernández Hernández, al paso del tiempo llegaron otros dos recursos con la llegada de la profesora Sandra estuvo laborando en esta casa  durante 4 años en 1986 se construyó su plantel educativo estando como directora la profesora Rosaura Guzmán Huerta, y como personal docente a su cargo al profesor Nazario y la profesora Lorena.

### De Salud
Tlamanca cuenta con un centro de salud que se inauguró el 12 de abril de 1996 con la elaboración del c. médico Eduardo Vázquez Valdez, jefe de servicio coordinado de salud, y estaba como presidente c. José Aparicio González y como comité al c. Luis Guzmán López.

## Infraestructuras
En la actualidad cuenta con la siguiente infraestructura; agua potable, drenaje, energía eléctrica, casetas telefónicas vía satélite, un centro de cómputo con Internet mediante satélite para servicio de toda la comunidad. En el año 2002, se pavimentó la calle principal, aproximadamente 540 metros lineales de concreto hidráulico.

## Folclore
En la comunidad, suelen festejarse dos fiestas. Estas se relacionan con la fundación del pueblo celebrada en el mes de febrero, donde sobresale la organización de un torneo de básquetbol, asistiendo a este, las comunidades vecinas. La segunda, en el mes de octubre, específicamente el día 24 festejando al santo patrono “San Rafael arcángel “donde se realizan actividades de tipo religioso. 

## Historia
Tlamanca empezó como una ranchería que contaba aproximadamente de 20 a 25 habitantes emigrados de otro pueblo, Xaltatempan. Todos ellos pertenecían a la familia Hernández: construyeron sus casas de palmas y se dedicaron a la cría de animales, cerdo, pollos: Su principal fuente de trabajo fue la agricultura, cosechando maíz de temporal, fríjol, haba.
Esta ranchería comenzó a crecer debido al comercio que se realizaba y de ranchería pasó a ser un pueblo que pertenecía a San Simón Chicometepec, perteneciente al municipio de Tepetzintla. Con el crecimiento de la población en el año de 1946 hizo sus trámites para poder independizarse de San Simón, como expresa la siguiente acta: 
«En la ranchería de Tlamanca de Hernández perteneciente al pueblo de San Simón Chicometepec, municipio de Tepetzintla, ex distrito de Zacatean del estado de Puebla siendo las 11:30, las once treinta horas del día del 10 de junio del año 1946 reunidos en el local destinado para asuntos oficiales del pueblo; los ciudadanos lic. Mario Díaz Cabrera diputado el congreso local, Bulmaro pastrana visitador de administración del gobernador del estado, Manuel Guzmán, juez de paz, Antonio Gonzáles, agente subalterno del ministerio público y más de 300 ciudadanos vecinos del lugar, con el fin de acomplejar las órdenes de la superioridad que el oficio número 206, expediente 099-20-46, de fecha 30 de abril , fueron giradas por la secretaria general de gobierno. departamento de gobernación y justicia, visto al padrón vecinal, se encontró que las personas reunidas estaban comprendidos dentro del mismo; manifestando ser su voluntad a que esta ranchería se eleve a la categoría de pueblo, si el ciudadano gobernador del estado y el congreso local lo estiman permitiendo continuación el suscrito visitador de administración, se trasladó a la escuela rural federal atendida por el profesor Crisóforo Sosa Galindo, con una asistencia media de 45 alumnos, manifestando el mismo maestro que en la localidad, hay más de 115 niños en edad escolar; que por diversas circunstancias no asisten a la escuela, el edificio de este consta de un salón de clases, amplio con suficiente luz y ventilación como la caed el maestro, campo deportivo teatro al aire libre y sanitario.»
El local destinado para la presidencia auxiliar también se encuentra en buenas condiciones, cuenta esta ranchería con un panteón el cual se encuentra al oriente de la ranchería y alejado de la misma población ; la plaza se hace los días lunes para vender los diversos productos de la región, calculan unas 500 personas aproximadamente, los vendedores se sitúan en un cobertizo por no contar con un edificio especial pero los habitantes han ofrecido construir a la mayor brevedad posible el referido mercado.
En 1947 cuando se aborda que la plaza se realizara en el lugar que ya habían dispuesto para el mercado de esta población donado el terreno igualmente por el sr. Rafael Hernández. El cual se ignaro el 10 de marzo de 1947, con el esfuerzo y trabajo iban logrando su infraestructura de acuerdo a sus necesidades.
El pueblo carecía de su iglesia y fue donada por el c. Rafael Hernández, iniciando su construcción en 1948 y concluyendo en 1952 , pero siendo el señor Manuel Portillo el donador del terreno.
En 1954 por fin logra tener su propio registro civil, evitando de esta manera acudir al municipio de Tepetzintla para cualquier trámite.
El pueblo con su independencia estando al frente el sr. Rafael Hernández Quintero, quien fue el fundador de Tlamanca de Hernández propuso que unieran sus esfuerzos para realizar todo tipo de trabajos y axial estando al frente como presidente auxiliar el Sr. Agustín Cuevas Ríos iniciaron con los trabajos para abrir el camino de Totomoxtla a Tlamanca , quien logró una pequeña parte de este camino concluyéndolo con el presidente el sr. Manuel Guzmán quien lo logró a través de faenas recompensando a las personas con una pequeña despensa, que era proporcionada por el DIF, quienes también enviaron a las promotoras para que coordinaran y fueran repartidas de acuerdo a su trabajo, también se ocupaban de enseñar todas las tardes a personas adultas y niños a bordar, tejer y otras actividades. Este presidente gestionó también la red eléctrica para este pueblo, dejando concluido este trabajo que posteriormente fue inaugurado por el nuevo presidente, Bardomiano Hernández Hernández el 25 de febrero de 1982. 
Anteriormente, no se contaba con ninguna escuela, solo existía un maestro que era pegado por el sr. Rafael Hernández, lo único que a él le interesaba que los niños aprendieran a leer y a escribir y así lo fue logrando.
Fue fundada en el año de 1940, por el señor Rafael Hernández Quintero, nativo y vecino de la comunidad. En la antigüedad, Tlamanca era considerada ranchería de San Simón Chicometepec ("lugar entre siete cerros").
Después de muchos esfuerzos y sacrificios de las autoridades civiles y habitantes de la comunidad, un 10 de junio de 1946  a las 11:30 de la mañana, lograron reunirse en el local destinado para tratar asuntos oficiales con el representante del gobierno del estado el c. Bulmáro Pastrana quien desempeñaba el cargo de visitador de administración acompañado del c. lic. Mario Díaz Cabrera, diputado del congreso local, para Dar solución a las peticiones hechas por la ciudadanía en los oficios girados al ing. Carlos L. Betancourt, gobernador de Puebla.
Después de escuchar a las partes involucradas,  la asamblea acuerda elevar a la ranchería en la categoría de pueblo, considerando la topografía y los recursos naturales con que cuenta, factores que le ofrecían la oportunidad de alcanzar un rápido desarrollo, asignándole así el nombre de Tlamanca de Hernández en honor al hermano del fundador de la comunidad, el c. Daniel Hernández.

## Además
Con esta información se pueden conocer los hechos históricos que marcan a esta comunidad, acontecimientos que aunque no los vivimos pero que acercarse a realizar la investigación y obtener la información de personas en entrevistas, fotografías y relatos, es como vivirlos, ver imágenes de lo antes fue, es y será la comunidad, es algo que nos da conocer como van surgiendo los cambios día a día como el hombre va transformando en lugar en su hogar y la de sus nuevas generaciones.
Toda esta información es muy importante porque en ella se almacena la historia de nuestra comunidad que es algo que algún día desconocíamos pero que al investigar nos sorprendemos de lo que nuestros familiares han hecho para que se pueda levantar y claro es importante dar a conocer la tecnología está presente en cualquier lugar pues en casi todas las comunidades unas cuantas personas cuentan con algún aparato eléctrico que logra adquirir con s